# Odds & Sods
Odds & Sods è una raccolta del gruppo rock britannico The Who, pubblicato nel Regno Unito nel 1974.

## Storia
Nell'autunno del 1973, mentre Roger Daltrey, Pete Townshend e Keith Moon si stavano preparando per l'interpretazione del film Tommy, John Entwistle stava raccogliendo materiale per pubblicare una compilation che fosse in grado di arginare il fenomeno dilagante delle registrazioni non autorizzate realizzate durante i concerti del gruppo, i cosiddetti bootleg. Insieme a John Alcock (produttore dei suoi album da solista) Entwistle mise insieme il materiale per l'album proveniente da diverse registrazioni. I brani selezionati avrebbero formato un doppio album, ma alla fine ne verrà pubblicato solo uno.
Venne pubblicato il 4 ottobre 1974; il titolo venne ideato da Roger Daltrey (“sod” è lo slang britannico che indica una persona sgradevole).
Una nuova edizione ampliata dell'album, con 12 tracce aggiuntive, venne pubblicato nel 1998; la sequenza originale fu modificata per tentare di seguire l'ordine cronologico di registrazione. Nel 2020 fu pubblicata una nuova versione rimasterizzata ed estesa a due dischi con altre 14 tracce rispetto alle 11 originali in parte diverse da quelle dell'edizione in CD del 1998.

## Brani

### Postcard
Fu scritto da John Entwistle e fu registrato nel 1970 nello studio casalingo di Townshend e avrebbe dovuto fare parte di un Extended Play; la versione pubblicata venne ottenuta da quella registrazione originale attraverso un processo di sovraincisione e remixaggio. Entwistle vi suona gli ottoni oltre a cantare. Il brano fu anche pubblicato come singolo nel novembre 1974 ma non entrò nelle classifiche.

### Now I'm a Farmer
Il brano avrebbe dovuto far parte anch'esso dello stesso EP, descritto da Townshend come "una canzone sulla droga"; i testi descrivono un hippie tornato in patria che coltiva marijuana.

### Put the Money Down
Il brano venne registrato con il produttore Glyn Johns il 6 giugno 1972.

### Little Billy
Il brano fu scritto per una campagna antifumo dell'American Cancer Society e venne registrato all'inizio del 1968 all'IBC di Londra con la supervisione di Kit Lambert. Townshend ricorda che non venne mai stato usato perché ritenuto troppo lungo o troppo triste; venne suonato dal vivo ed una versione è compresa nell'album Live at Fillmore East.

### Too Much of Anything
Il brano fu registrato agli Olympic Studios nel 1971 e avrebbe dovuto far parte del progetto Lifehouse; Townshend lo descrisse come "una canzone sulla temperanza in tutte le cose".

### Glow Girl
Il brano venne registrato fra il 13 gennaio e l'11 febbraio 1968 in uno studio di Londra ma non venne incluso nell'album in preparazione in quanto, come riportato dallo stesso Townshend nelle note di copertina, c'era materiale migliore per l'album ma alcuni elementi del brano vennero comunque riciclati per due brani dell'album successivo, Tommy, un riff di apertura per il brano "Sensation" e il ritornello finale, "It's a girl, mrs. Walker, it's a girl", per "It's a Boy" tanto che Townshend scriverà nelle note di copertina dell'album: «Questa traccia rivela molto sul modo in cui scrivo ( [...] ) Raramente lascio una buona idea inutilizzata.». Il brano parla di una coppia che, dopo essere morta in un incidente aereo, si reincarna; il testo fu ispirato da un viaggio in aereo che il gruppo fece in America nel 1967 quando erano in tour con gli Herman's Hermits e si ritrovarono a volare su un vecchio DC-8 che almeno una volta dovette fare un atterraggio di emergenza a causa di problemi al motore e questo fece vivere Townshend nella paura di cadere per tutto il viaggio; avrebbe dovuto essere pubblicato come singolo a inizio 1968 e poi come traccia principale per un nuovo album che avrebbe dovuto intitolarsi "Who's for the Tennis" ma che non venne mai pubblicato fino al 1995 quando venne inserita come bonus track nella riedizione dell'album The Who Sell Out'.

### Pure and Easy
Anche questo brano avrebbe dovuto far parte del progetto Lifehouse ed è una versione diversa da quella contenuta nell'album solista di Townshend, Who Came First, del 1972. Venne esclusa anche dall'album Who's Next che venne pubblicato dopo che il progetto Lifehouse fu abortito; originariamente intitolata The Note, venne prodotta dal gruppo insieme a Glym Johns agli Olympic Studios nel maggio 1971; un'altra versione, registrata due mesi prima, è stata pubblicata come bonus track nel 1995 nella riedizione dell'album Who's Next. Townshend disse poi che non venne incluso nell'album in quanto il gruppo voleva un album singolo.

### Faith In Something Bigger
Il brano risale all'inizio del 1968;  Townshend non fu convinto della sua pubblicazione tanto che affermò che conteneva un assolo di chitarra che è «il peggiore che abbia mai sentito».

### I'm the Face
Il brano I'm the Face venne scritto da Peter Meaden sulla melodia "Got Love If You Want It" di Slim Harpo; fu pubblicato come singolo nel 1964 e rappresenta la prima e unica pubblicazione del gruppo quando ancora si chiamava The High Numbers. Il termine "Face", faccia, nel gergo Mod indicava un ragazzo simpatico. La versione pubblicata sull'album è remixata. Townshend riporta che secondo lui il turnista che suonava il piano nel brano guadagnò per questo più di quanto il gruppo guadagnò in quell'intero anno.

### Naked Eye
Il brano è un'altra traccia che avrebbe dovuto far parte dell'EP del 1970; venne suonata diverse volte nei concerti del gruppo come ad esempio durante l'esibizione al Festival dell'Isola di Wight del 1970.

### Long Live Rock
Il brano Long Live Rock risale al 1972 e faceva parte di un progetto di Townshend per un nuovo album che avrebbe dovuto intitolarsi Rock Is Dead - Long Live Rock e che alla fine divenne Quadrophenia. È possibile sentire il brano nel film That'll Be the Day in cui il batterista Keith Moon esordì come attore. La strofa di apertura è presa da Chuck Berry.

## Accoglienza
L'album entrò nella top 20 della classifica Billboard in America e nel Regno Unito; Ken Barnes della Phonograph Record definì l'album come «niente meno che un sogno diventato realtà» e «quasi miracoloso».

## Tracce
- Tutti brani sono scritti da Pete Townshend eccetto ove specificato.

### Versione originale
1. Postcard (Entwistle) - 3:27
2. Now I'm a Farmer - 3:59
3. Put the Money Down - 4:14
4. Little Billy - 2:15
5. Too Much of Anything - 4:26
6. Glow Girl - 2:20
7. Pure and Easy - 5:23
8. Faith In Something Bigger - 3:03
9. I'm the Face (Peter Meaden) - 2:32
10. Naked Eye - 5:10
11. Long Live Rock - 3:54

### Versione rimasterizzata del 1998
1. I'm the Face (Meaden) - 2:27
2. Leaving Here (Lamont Dozier, Brian Holland, Eddie Holland) - 2:12 (inedito)
3. Baby, Don't You Do It (Dozier, B. Holland, E. Holland) - 2:27 (inedito)
4. Summertime Blues (Jerry Capehart, Eddie Cochran) - 3:13 (inedito)
5. Under My Thumb (Mick Jagger, Keith Richards) - 2:44
6. Mary Anne With the Shaky Hand - 3:21
7. My Way (Capehart, Cochran) - 2:26 (inedito)
8. Faith In Something Bigger - 2:59
9. Glow Girl - 2:24
10. Little Billy - 2:17
11. Young Man Blues (alternate studio version, Mose Allison) - 2:44  (inedito)
12. Cousin Kevin Model Child - 1:24 (inedito)
13. Love Ain't For Keeping - 4:03 (inedito)
14. Time Is Passing - 3:29 (inedito)
15. Pure and Easy - 5:21
16. Too Much of Anything - 4:21
17. Long Live Rock - 3:56
18. Put the Money Down - 4:29
19. We Close Tonight - 2:56 (inedito)
20. Postcard (Entwistle) - 3:30
21. Now I'm a Farmer - 4:06
22. Water - 4:39
23. Naked Eye - 5:26

### Edizione del 2020

#### Lato A
| n. | Titolo                 | Autore         | Anno di registrazione | Durata |
| -- | ---------------------- | -------------- | --------------------- | ------ |
| 1. | "Postcard"             | John Entwistle | 1970, 1974            | 3:35   |
| 2. | "Now I'm a Farmer"     |                | 1970                  | 4:11   |
| 3. | "Put the Money Down"   |                | 1972, 1974            | 4:05   |
| 4. | "Little Billy"         |                | 1968                  | 2:15   |
| 5. | "Too Much of Anything" |                | 1971, 1972            | 4:26   |
| 6. | "Glow Girl"            |                | 1968                  | 2:13   |

#### Lato B
| n. | Titolo                            | Autore       | Anno di registrazione | Durata |
| -- | --------------------------------- | ------------ | --------------------- | ------ |
| 1. | "Pure and Easy"                   |              | 1971                  | 5:25   |
| 2. | "Faith in Something Bigger"       |              | 1968                  | 3:08   |
| 3. | "I'm the Face" (The High Numbers) | Peter Meaden | 1964                  | 2:37   |
| 4. | "Naked Eye"                       |              | 1970                  | 5:19   |
| 5. | "Long Live Rock"                  |              | 1972                  | 4:00   |

#### Lato C
| n. | Titolo                                                     | Autore                 | Provenienza                       | Durata |
| -- | ---------------------------------------------------------- | ---------------------- | --------------------------------- | ------ |
| 1. | "Zoot Suit" (The High Numbers)                             | Peter Meaden           | Non-album single, 1964            | 2:08   |
| 2. | "Here 'Tis" (The High Numbers, recorded in 1964)           | Ellas McDaniel         | Thirty Years of Maximum R&B, 1994 | 2:11   |
| 3. | "Leaving Here" (acetate version, recorded in 1965)         | Holland–Dozier–Holland | Odds & Sods (1998 remaster), 1998 | 2:13   |
| 4. | "Baby Don't You Do It" (acetate version, recorded in 1965) | Holland–Dozier–Holland | Odds & Sods (1998 remaster), 1998 | 2:29   |
| 5. | "Young Man Blues" (studio version)                         | Mose Allison           | The House That Track Built, 1969  | 2:47   |
| 6. | "Dogs Part Two"                                            | Keith Moon             | Non-album B-side, 1969            | 2:28   |
| 7. | "Here For More"                                            | Roger Daltrey          | Non-album B-side, 1970            | 2:27   |
| 8. | "The Seeker" (full length version, recorded in 1970)       |                        | Previously unreleased, 2020       | 4:02   |

#### Lato D
| n. | Titolo                   | Autore         | Provenienza | Durata |
| -- | ------------------------ | -------------- | --- | ------ |
| 1. | Heaven and Hell          | John Entwistle | B-side del singolo Summertime Blues (1970)                                                                        | 3:34   |
| 2. | I Don't Even Know Myself |                | registrato nel 1970 per un EP mai pubblicato; già apparsa nella compilation Then and Now (Japanese release), 2004 | 4:09   |
| 3. | When I Was A Boy         | John Entwistle | B-side del singolo Let's See Action (1971)                                                                        | 3:31   |
| 4. | Waspman                  | Keith Moon     | B-side del singolo Relay (1973)                                                                                   | 3:06   |
| 5. | We Close Tonight         |                | Outtake di Quadrophenia (registrata nel 1973)                                                                     | 3:03   |
| 6. | Water                    |                | B-side del singolo 5:15 (1973, registrata nel 1970)                                                               | 4:42   |

## Formazione
- Roger Daltrey - voce
- Pete Townshend - chitarra, pianoforte, sintetizzatore, voce
- John Entwistle - basso, ottoni, voce
- Keith Moon - batteria, voce